# Estrada europeia 802
A Estrada Europeia 802 ou E802 inicia-se na Amendoeira (A 4 ) perto de Macedo de Cavaleiros através do  IP 2  e acaba perto de Ourique no  IC 1 . Segue na sua totalidade o percurso do  IP 2  que liga as capitais do interior: Bragança, Guarda, Castelo Branco, Portalegre, Évora e Beja.
Percurso:
| Percurso Intermédio            | Estrada do percurso |
| ------------------------------ | ------------------- |
| Amendoeira ( A 4 ) =>Junqueira | IP 2                |
| Junqueira => Pocinho           | N 102               |
| Pocinho => Celorico da Beira   | IP 2                |
| Celorico da Beira => Guarda    | A 25                |
| Guarda => Gardete              | A 23                |
| Gardete => Estremoz            | N 18                |
| Estremoz => A 6                | IP 2                |
| A 6 => Évora                   | A 6                 |
| Évora => São Manços            | N 18                |
| São Manços => Vidigueira       | IP 2                |
| Vidigueira => Castro Verde     | N 18                |
| Castro Verde => Ourique        | IP 2                |

## Itinerário
- Amendoeira – Celorico da Beira – Guarda – Castelo Branco – Portalegre – Évora – Beja – Ourique